# SPM–Terminál Būtingė
SPM–Terminál Būtingė je speciální bóje pro nakládku/vykládku ropy v Būtingė (části města Palanga, Klaipėdský kraj, Litva) v Baltském moři v blízkosti litevsko–lotyšské námořní hranice. Terminál provozuje litevská společnost ORLEN Lietuva. Jedná se o terminál SPM (Single point mooring buoy), který je umístěn v moři asi 7,5 km západně od pobřeží, kde mohou být tankery ukotvené k bóji vykládány nebo plněny pomocí potrubí, které vede z pobřežní rafinérie.
Dvě vyčnívající plovoucí hadice jsou vzdáleny 250 m od SPM, bezpečnostní zóna je jeden kilometr. Bóje má charakteristiku Mo (U) Y 8 s, tj. vysílá žlutou světelnou značku U v Morseově abecedě v intervalu osmi sekund. Tato námořní značka je registrována na národní i mezinárodní úrovni jako maják nebo majáková loď.

## Historie
Od roku 1993 společnost AB Nafta (předchůdce ORLEN Lietuva) plánoval vybudovat ropný terminál. Společnost AB Būtingės nafta byla založena v roce 1995 a po reorganizaci ropného průmyslu v Litvě byla v roce 1998 začleněna do skupiny AB Mažeikių nafta, nynější ORLEN Lietuva. Součástí terminálu je ropovod, který propojuje rafinérii Mažeikiai, nádrže a terminálové zařízení na pevnině v Būtingė, pobřežní plynovod a SPM bóje, která je umístěna v místě, kde po celý rok nezamrzá moře. První tanker byl naložen 21. července 1999. Kapacita terminálu je až 14 miliónů tun ropy ročně (export) a je schopen i čerpat dovezenou ropu.

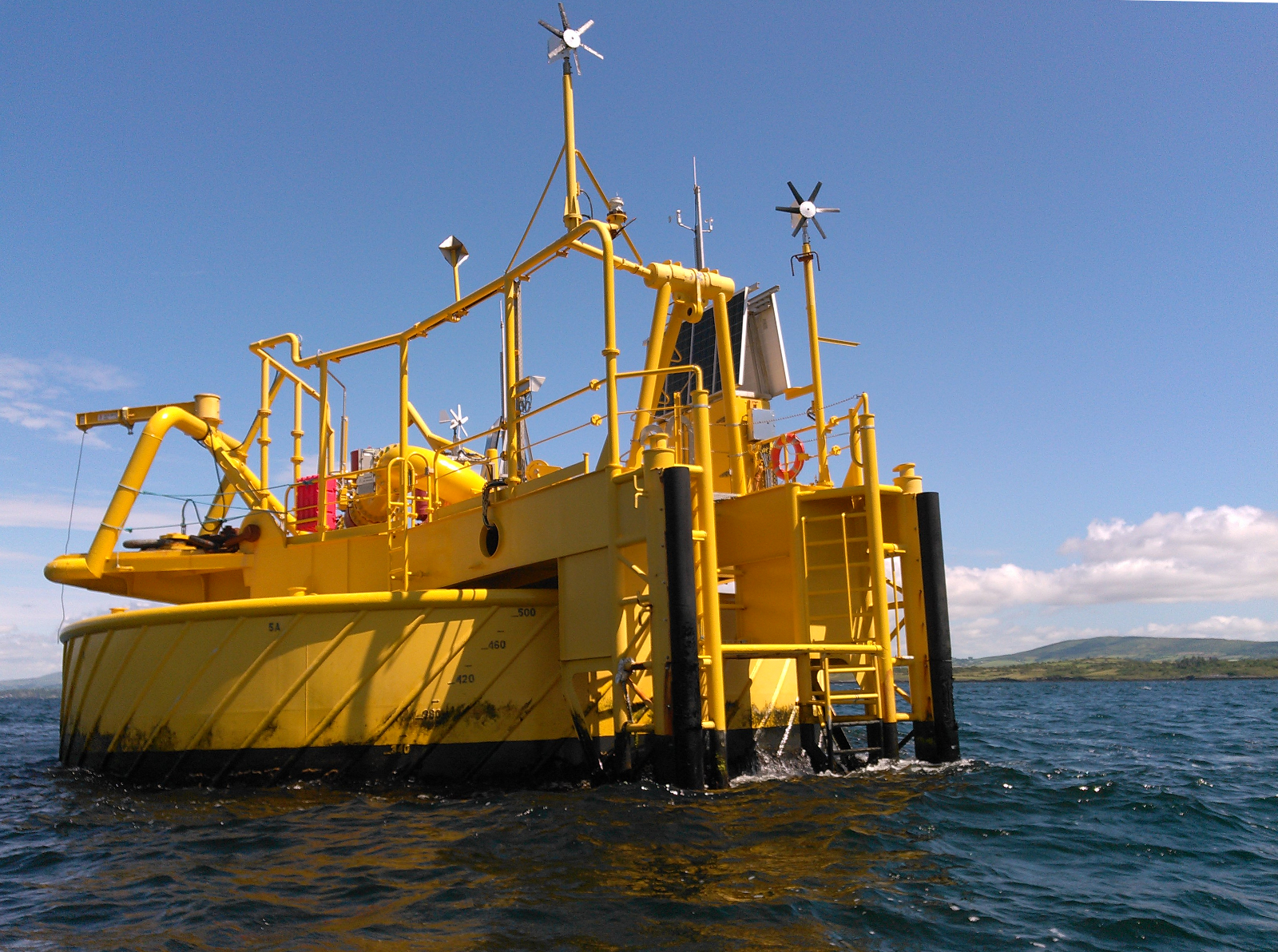
SMP na ostrově Whiddy, Irsko